# 大槻透
大槻 透（おおつき とおる 1973年 - ）は、福島県生まれの画家。東京芸術大学卒業。第20回ホルベインスカラシップ奨学生。